# Maria Margaretha von Wildermeth
Maria Margaretha von Wildermeth (Biel/Bienne, 23 februari 1777 - Bern, 11 maart 1839) was een Zwitserse gouvernante.

## Biografie
Maria Margaretha von Wildermeth was een dochter van Alexander Wildermeth et de Marguerite de Treytorrens. Vanaf 1800 was ze gouvernante van graaf Dönhoff in Berlijn. Vanaf 1805 was ze aan het Pruisische hof de gouvernante van prinses Charlotte van Pruisen, die in 1817 zou huwen met de latere tsaar Nicolaas I van Rusland. Ze vervoegde prinses Charlotte naar Sint-Petersburg, waar ze eredame werd met groot aanzien. Ze werd onderscheiden in de Orde van de Heilige Catharina, waardoor ze een adellijke titel en een pensioen ontving en op burgerlijk vlak op gelijke rang kwam te staan met een generaal op militair vlak.
Na haar terugkeer naar Zwitserland verbleef ze op het familiedomein in Pieterlen. In 1826 reisde ze naar Moskou om er de kroning van tsaar Nicolaas I van Rusland bij te wonen. In 1830 verwierf ze het domein Beaumont in Bern. In die stad werd later ook een straat naar haar vernoemd in de wijk Elfenau, de Wildermettweg.

## Onderscheidingen
- Keizerrijk Rusland: Orde van de Heilige Catharina